# Anja Bolbjerg
Anja Bolbjerg (ur. 18 maja 1971 w Gentofte) – duńska narciarka dowolna. Najlepszy wynik na mistrzostwach świata osiągnęła podczas mistrzostw w 	Meiringen, gdzie zajęła 7. miejsce w jeździe po muldach. Jej najlepszym wynikiem olimpijskim jest 13. lokata w tej samej konkurencji na igrzyskach olimpijskich w Nagano. Najlepsze wyniki w Pucharze Świata osiągnęła w sezonach 1997/1998 i 1998/1999, kiedy to zajmowała 31. miejsce w klasyfikacji generalnej.
Jest jedyną reprezentantką Danii w narciarstwie dowolnym, która stawała na podium zawodów Pucharu Świata. W 2004 r. zakończyła karierę.

## Sukcesy

### Igrzyska olimpijskie
| Miejsce | Dzień     | Rok  | Miejscowość    | Konkurencja      | Zwycięzca  |
| ------- | --------- | ---- | -------------- | ---------------- | ---------- |
| 13.     | 11 lutego | 1998 | Nagano         | Jazda po muldach | Tae Satoya |
| 15.     | 9 lutego  | 2002 | Salt Lake City | Jazda po muldach | Kari Traa  |

### Mistrzostwa Świata
| Miejsce | Dzień       | Rok  | Miejscowość | Konkurencja      | Zwycięzca            |
| ------- | ----------- | ---- | ----------- | ---------------- | -------------------- |
| 30.     | 13 marca    | 1993 | Altenmarkt  | Jazda po muldach | Stine Lise Hattestad |
| 23.     | 18 lutego   | 1995 | La Clusaz   | Jazda po muldach | Candice Gilg         |
| 20.     | 8 lutego    | 1997 | Iizuna      | Jazda po muldach | Candice Gilg         |
| 7.      | 10 marca    | 1999 | Meiringen   | Jazda po muldach | Ann Battelle         |
| 17.     | 14 marca    | 1999 | Meiringen   | Muldy podwójne   | Sandra Schmitt       |
| 35.     | 19 stycznia | 2001 | Whistler    | Jazda po muldach | Kari Traa            |
| 17.     | 21 stycznia | 2001 | Whistler    | Muldy podwójne   | Kari Traa            |
| 19.     | 31 stycznia | 2003 | Deer Valley | Jazda po muldach | Kari Traa            |
| 17.     | 1 lutego    | 2003 | Deer Valley | Muldy podwójne   | Kari Traa            |

### Puchar Świata

#### Miejsca w klasyfikacji generalnej
- 1992/1993 – 78.
- 1994/1995 – 104.
- 1995/1996 – 53.
- 1996/1997 – 65.
- 1997/1998 – 31.
- 1998/1999 – 31.
- 1999/2000 – 47.
- 2000/2001 – 65.
- 2001/2002 – -
- 2002/2003 – -
- 2003/2004 – 120.

#### Miejsca na podium
1. La Plagne – 19 grudnia 1997 (Jazda po muldach) – 1. miejsce
2. Tandådalen – 27 listopada 1999 (Jazda po muldach) – 2. miejsce

- W sumie 1 zwycięstwo i 1 drugie miejsce.